# 清河公主 (隋朝)
清河公主（?—?），隋文帝杨坚之女。
清河公主原封襄国公主，嫁河阳郡公李长雅。之后，襄国公主进封清河长公主。
日本田中光显伯爵家中收藏有《佛本行集经》两卷，都有跋文，其中有“经主清河长公主杨、夫李长雅眷属等……敬造一切尊经一部……奉资文皇帝、献皇后泛禅艘，游法海，尽有欲，证无生。今上长居一大，清晏八表，清河公主，永延福寿，长扇母仪……七世父母，万品含识，并乘法架，俱会佛道。”启功认为此经为大业年间所写，日本的留学僧、遣唐使将其带回日本。

## 子女
- 李无丑儿[3]
- 李义恭[3]
- 李义和[3]